# Cooksville (Illinois)
Cooksville est un village du comté de McLean dans l'Illinois, aux États-Unis,. Situé à l'est du comté, il est fondé le 4 décembre 1882 par Frederick Wilhelm Koch, sous le nom de Kochsville. Le village est rebaptisé sous son nom actuel, l'année suivante. Il est incorporé le 22 mars 1902.

## Démographie
Lors du recensement de 2010, le village comptait une population de 182 habitants. Elle est estimée, en 2016, à 183 habitants.

### Source de la traduction
- (en) Cet article est partiellement ou en totalité issu de l’article de Wikipédia en anglais intitulé « Cooksville, Illinois » (voir la liste des auteurs).